# Gasteranthus
Gasteranthus je rod gesnerijevki smješten u podtribus Besleriinae, dio tribusa Beslerieae, potporodica Gesnerioideae. Pripada mu 39 vrsta rasprostranjenih od južnog Meksika, preko Srednje Amerike do Južne Amerike.

## Etimologija
Od grčkog γαστηρ, gaster = želudac, stomak, i άνθος, anthos = cvijet, aludirajući na trbušaste ili zvonolike cvjetove nekih vrsta.

## Opis
Gasteranthus je rod od 39 vrsta koje su blisko povezane s beslerijom, ali čiji su plodovi, u svim promatranim slučajevima, mesnate čahure koje se otvaraju u zrelosti, a ne bobice. U najmanje nekoliko vrsta, plodovi su u obliku čašice za prskanje, otvaraju se i otkrivaju sjemenke drveću i nebu iznad, tako da se sjemenke raspršuju kapljicama kiše, kondenzacijom ili budu dovoljno blizu zoni prskanja potoka. Cvjetovi su ili trbušastog oblika, otuda i naziv roda, i s otvorima u obliku ključanice, koje oprašuju kolibrići, ili su otvoreniji cvjetovi koje oprašuju pčele.
Postoji nekoliko dodatnih vrsta koje premošćuju ove dvije vrste cvijeća tako što su u sredini između njih. Cvjetovi su obično prilično jedinstveni i prilično atraktivni, na biljkama koje variraju od malih do velikih grmolikih biljaka. Biljke također često imaju lijepo lišće, ali može biti izazov za uspješan rast i cvjetanje.
Gasteranthusi dolaze iz vlažnih, sjenovitih šuma u Srednjoj i Južnoj Americi koje su često povezane s područjima potoka i sve zahtijevaju stalnu vlagu, ali uz dobru drenažu, relativno slabu svjetlost i visoku vlažnost. Brojne vrste u ovom rodu također su pokazale oblik nespolnog razmnožavanja koji je relativno rijedak u ovoj porodici, sa sekundarnim izbojcima koji se često razvijaju iz podzemnih korijena.
Trenutačno se uzgaja nekoliko vrsta, a najčešća je G. atratus. Ova iznimno atraktivna vrsta ima lišće koje izgleda gotovo crno, a jedno se vrijeme smatralo da je izumrla u divljini. Njegovi veliki limunžuti cvjetovi su mirisni. Druge vrste viđene u uzgoju su nedavno opisana G. diverticularis i još jedna koja je poznata mnogo dulje, G. corallinus, obje sa svijetlonarančastim cvjetovima koje oprašuje kolibrić. Uzgaja se i G. acropodus, koji ima zanimljive žute cvjetove prošarane crvenom bojom.
Trenutačno postoji jedna vrsta koja se smatra izumrlom, G. extinctus, uz najmanje dvije druge koje su također moguće izumrle. Glavni izazov u divljini je gubitak staništa, posebno za vrste s onim što se u ovom trenutku čini vrlo ograničenim rasponom, te uništavanje šuma što dovodi do manje vlažnosti, kao i do viših razina svjetlosti.

## Vrste
1. Gasteranthus acropodus (Donn.Sm.) Wiehler
2. Gasteranthus acuticarinatus M.Freiberg
3. Gasteranthus adenocalyx L.E.Skog & L.P.Kvist
4. Gasteranthus anomalus (C.V.Morton) Wiehler
5. Gasteranthus atratus Wiehler
6. Gasteranthus atrolimbus M.Freiberg
7. Gasteranthus aurantiacus M.Freiberg
8. Gasteranthus bilsaensis L.E.Skog & L.P.Kvist
9. Gasteranthus calcaratus (Kunth) Wiehler
10. Gasteranthus carinatus Wiehler
11. Gasteranthus colombianus (C.V.Morton) Wiehler
12. Gasteranthus corallinus (Fritsch) Wiehler
13. Gasteranthus crispus (Mansf.) Wiehler
14. Gasteranthus delphinioides (Seem.) Wiehler
15. Gasteranthus diverticularis J.L.Clark
16. Gasteranthus dressleri Wiehler
17. Gasteranthus epedunculatus L.E.Skog & L.P.Kvist
18. Gasteranthus extinctus L.E.Skog & L.P.Kvist
19. Gasteranthus glaber L.E.Skog & L.P.Kvist
20. Gasteranthus herbaceus (C.V.Morton) Wiehler
21. Gasteranthus imbaburensis M.Freiberg
22. Gasteranthus imbricans (Donn.Sm.) Wiehler
23. Gasteranthus lateralis (C.V.Morton) Wiehler
24. Gasteranthus leopardus M.Freiberg
25. Gasteranthus macrocalyx Wiehler
26. Gasteranthus mutabilis L.E.Skog & L.P.Kvist
27. Gasteranthus orientandinus L.E.Skog & L.P.Kvist
28. Gasteranthus osaensis L.E.Skog & L.P.Kvist
29. Gasteranthus otongensis M.Freiberg
30. Gasteranthus pansamalanus (Donn.Sm.) Wiehler
31. Gasteranthus perennis (C.V.Morton) Wiehler
32. Gasteranthus quitensis Benth.
33. Gasteranthus recurvatus L.E.Skog & L.P.Kvist
34. Gasteranthus tenellus L.E.Skog & L.P.Kvist
35. Gasteranthus ternatus L.E.Skog & L.P.Kvist
36. Gasteranthus timidus (C.V.Morton) Wiehler
37. Gasteranthus trifoliatus M.Freiberg
38. Gasteranthus villosus L.E.Skog & L.P.Kvist
39. Gasteranthus wendlandianus (Hanst.) Wiehler